# Zaleops paresa
Zaleops paresa är en fjärilsart som beskrevs av Smith 1906. Zaleops paresa ingår i släktet Zaleops och familjen nattflyn. Inga underarter finns listade i Catalogue of Life.